# 庭田幸子
庭田幸子（にわた ゆきこ，1390年—1448年5月24日），室町時代女性。初名经子，女房名二条殿，院号敷政門院。父亲庭田经有、母亲是飛鳥井雅冬之女。
元中七年出生，作为後崇光院伏見宮貞成親王的仕女，事实上地位有如正室。生下後花園天皇、伏見宮貞常親王等二男五女。
永享六年（1434年），叙任从三位。文安元年（1444年），准三后。文安五年（1448年）三月初四日，敷政門院院号宣下，四月十三，庭田幸子年59岁薨。